# Равенштајн
Равенштајн (њем. Ravenstein) град је у њемачкој савезној држави Баден-Виртемберг. Једно је од 27 општинских средишта округа Некар-Оденвалд. Према процјени из 2010. у граду је живјело 3.026 становника. Посједује регионалну шифру (AGS) 8225114.

## Географски и демографски подаци
Равенштајн се налази у савезној држави Баден-Виртемберг у округу Некар-Оденвалд. Град се налази на надморској висини од 286 метара. Површина општине износи 56,0 km². У самом граду је, према процјени из 2010. године, живјело 3.026 становника. Просјечна густина становништва износи 54 становника/km².